# ВАИ (Воронеж)
ВАИ — микрорайон, исторически сложившаяся часть Воронежа, административно входящая в состав Левобережного района города. Основные улицы ВАИ — Волгоградская, Циолковского, Туполева, Иркутская и Баррикадная.

## История и этимология
В апреле 1929 года правительство СССР принимает решение о строительстве крупных индустриальных объектов среди которых числился Воронежский авиационный завод. Завод заработал 15 марта 1932 года. В разные годы советской истории авиационный завод выпускал истребители, бомбардировщики, самолёты гражданской авиации. К востоку от авиационного завода и выстроится в конечном итоге будущий микрорайон ВАИ, который первое время носил название жилой район № 26. 
Сама аббревиатура ВАИ расшифровывается как «Воронежский авиационный институт», который был создан на базе ВИСИ в 1941 году, существовал в Воронеже считанные месяцы, его учебные корпуса должны были быть построены на месте будущего микрорайона на улице Циолковского: строительство было начато до Великой Отечественной войны, но так и не было закончено. Институт должен был оптимально располагаться недалеко от авиазавода. В 1941 году он был эвакуирован в Ташкент, но после Великой Отечественной войны в Воронеже воссоздан не был, а в 1944 вновь влился в строительный институт. Часть института осталась в Ташкенте, часть переехала в Куйбышев и Ленинград. Институт построен не был, но его аббревиатура закрепилась в названии района, где он должен был быть построен.
Аббревиатура ВАИ относится к числу несклоняемых. Однако, так как институт давший название району так и не был создан, именно топоним стал основным значением и в устной речи произошла перегруппировка компонентов состава слова и выделении окончания -и. В итоге в разговорах горожан можно услышать склоняемую форму: «Я живу на ВАях», применённую и в творчестве воронежской рок-группы Сектор Газа.
Микрорайон был застроен многоэтажными многоквартирными панельными домами, здесь были построены несколько школ и детских садов, поликлиника, дом быта, кинотеатр «Старт» (1978, снесён в 2022).

## Экономика
Микрорайон является важным производственным районом. Одними из главных объектов промышленности района являются хладокомбинат и завод железобетонных изделий; хлебная и овощная базы. В непосредственной близости к микрорайону также расположены авиационный, мостостроительный, каучуковый, металлургический и другие заводы и предприятия.
В микрорайоне низкая стоимость жилья, на 8-10 % ниже чем в среднем по городу.

## Транспорт
Микрорайон связан с остальными частями города автобусными маршрутами (название района пишется на автобусных табличках), а также пригородными поездами южного направления. С запада от микрорайона находится железнодорожный вокзал «Воронеж-Южный», ранее известный как Придача, который связан с микрорайоном пешеходным мостом через железнодорожную линию Воронеж — Ростов-на-Дону.
Серьёзной проблемой транспортной доступности микрорайона является отсутствие автомобильного путепровода (после закрытия железнодорожного переезда), связывающего две части улицы Циолковского. Строительство путепровода обсуждается более 16 лет, и является одним из первоочередных в городе транспортных проектов.

## Проблемы
Район сильно подвержен промышленному и транспортному влиянию, практически со всех сторон он окружён промзонами и только с южной индивидуальной жилой застройкой бывшего колхоза Красный Октябрь. По данным ФБУЗ «Центр гигиены и эпидемиологии в Воронежской области», из-за средоточия объектов промышленности в микрорайоне наблюдаются проблемы с экологией и загрязненностью почв. Число диспансерных
больных свыше половины населения (56,5 %).
Микрорайон считается неблагополучным и имеет криминальную славу в городе, здесь отмечается большое число наркоманов. В 2014 году московское издание «ВОС» внесло название микрорайона в «Азбуку российской провинции» на букву «В» и назвала ВАИ «цитаделью воронежских гопников».
Также к проблемам микрорайона относятся разбитые дороги во дворах и горы мусора.

## В культуре
Микрорайон известен как место жительства лидера группы Сектор Газа Юрия Клинских (Хоя), который отметил это в песне «Местные»: «Я живу на Ваях, мне, поверь, не ведом страх». Учился будущий музыкант в средней школе № 30. Неоднократно обсуждалась идея установки памятника солисту группы, в том числе в микрорайоне ВАИ где даже был установлен закладной камень. Власти города отказали почитателям творчества группы.
Известен в интернет-среде как воронежский район, в который лучше не попадать: «Ты из Воронежа если… знаешь, что по Ваям не стоит гулять даже днем…»

## Достопримечательности
В микрорайоне ВАИ в 1998—2004 годах по проекту архитектора А. Г. Федорца построена церковь преподобного Сергия Радонежского.
В 2001 году на школе № 69 (улица Туполева, 40) установлена мемориальная доска старшему мичману АПЛ К-141 «Курск» Игорю Владимировичу Ерасову. В 2012 году на доме № 25 по улице Туполева установлена памятная доска авиаконструктору Андрею Николаевичу Туполеву. На доме № 43Б по улице Волгоградской установлена памятная доска по истории улицы, которая до 1962 года носила название Сталинградская по предыдущему названию Волгограда. В 2017 году обсуждалась возможность возвращения исторического названия улицы, но было решено оставить текущее. При этом в 2023 в честь 80-летия Победы в Сталинградской битве находящуюся на улице зелёную зону Волгоградский бульвар переименовали в бульвар Героев Сталинграда; планируется установка памятного знака.

### Комментарии
1. ↑  Военный авиационно-инженерный университет к ВАИ никакого отношения не имеет.